# Школа за негу лепоте Вождовац
Школа за негу лепоте Вождовац је средња школа. Налази се у Београду, општини Вождовац, у улици Јована Суботића 2.

## Историјат
Године 1951. донета је Одлука о оснивању и почетку рада Стручне школе ученика у привреди број 3, личних услуга. Од делатности личних услуга изучавали су се следећи занати: фризерски, берберски и берберско-фризерски. Тек школске 1955/1956. уведена су и нова занимања: козметичар и фризер-власуљар. Школске 1964/1965, школа је прерасла у Школски центар у коме се практична настава само допуњавала, али не и целовито изводила. У школској 1965/1966. години основано је експериментално одељење са целокупном практичном обуком у школи. Наредне школске године тај број се повећао на седам одељења. Школске 1967/1968, одлуком начелника Секретаријата за образовање града Београда, ова школа је добила на трајно коришћење зграду у Улици Моше Пијаде 6. Већ од школске 1968/1969. године уведен је нов смер у Фризерској школи – педикир за које је постојало велико интересовање јер је оно први пут уведено у образовни систем Југославије.
Школа је од 1969. као прва у Београду и Србији, од свих школа за квалификоване раднике прешла са двогодишњег на трогодишње образовање. Школа је, уз дозволу просветних органа, сама написала планове и програме. Образовни центар за негу лепоте је по Плану уписа за школску 1977/1978. у првој години заједничких основа усмереног образовања уписао седам одељења. Наредне школске године није се вршио упис у први разред заједничких основа. Од школске 1980/1981. први пут су се школовали мушки и женски фризери техничари четвртог степена и сценски маскер и власуљар четвртог степена.
Школа за негу лепоте је 2001. године добила на трајно коришћење зграду у улици Јована Суботића 2, где се и данас налази.